# Sigara pectenata
Sigara pectenata är en insektsart som först beskrevs av Abbott 1913.  Sigara pectenata ingår i släktet Sigara och familjen buksimmare. Inga underarter finns listade i Catalogue of Life.